# 景皇后朱氏
朱皇后（しゅこうごう）は、三国時代の呉の景帝孫休の皇后。諡号は景皇后。揚州呉郡呉県（現在の江蘇省蘇州市）の出身。母方の祖父は孫権（大帝）。父は朱拠。母は孫魯育（朱公主）。兄弟は朱熊・朱損。

## 経歴
呉郡の名門朱氏と公主の娘として生まれる。赤烏年間末、孫権の意向により孫休の妃（正室）となった。
太元2年（252年）、琅邪王になった孫休に伴って虎林に移住した。孫権の崩御後、夫婦は丹陽に移され、後に会稽郡に移った。
五鳳2年（255年）、孫儀・張怡・林恂らによる孫峻暗殺未遂事件が起き、母の朱公主も謀反の疑いで殺害された。孫休にも災いが及ぶ危険があったため、朱妃を建業に送り、孫峻に出頭した。夫婦は手を取りあい涙ながらに別れたという。しかし孫峻は咎めなかった。朱妃は孫休の元に送り返された。
永安元年（258年）、孫休に従って建業に入った。孫休が皇后を立てることを勧められ、一時辞退した。同5年（262年）8月16日に立后された。
永安7年（264年）7月に景帝が崩御すると、皇太后となった。その遺児が幼少であったので、濮陽興と張布が烏程侯の孫晧を皇帝にする旨を朱太后に尋ねたところ、朱太后は「私は未亡人にすぎず、呉を存続できる人物であれば構いません」と述べ、2人に判断を一任した。そこで孫晧が擁立された。
同年（264年）9月、即位した孫晧によって皇太后の位を落とされ、景皇后、安定宮とも称される。さらに甘露元年（265年）7月、孫晧は彼女を迫害し死に追いやった。人々は死去した場所や葬儀の仕方などから、景皇后の死が病死でないことを知り悲しんだという。定陵にある孫休の陵墓に合葬された。

## 人物
おっとりとして、優しい淑女風の美人と評されている。また名前が佩蘭と記載されている（『老狐談歴代麗人記』）。